# 元宝区
元宝区（げんぽう-く）は中華人民共和国遼寧省丹東市に位置する市轄区。

## 行政区画
6街道弁事処、1鎮を管轄する。
- 街道弁事所：六道口街道、七道街道、八道街道、九道街道、広済街道、興東街道
- 鎮：金山鎮

## 交通

### 道路
- 高速道路
  - 鶴大高速道路
  - 丹阜高速道路
- 国道
  - G201国道
  - G304国道